# Пет династија и десет краљевстава
Пет династија и десет краљевстава (упрош: 五代十国; трад: 五代十國; пин: Wǔdài Shíguó) је израз који се користи за турбулентни период кинеске историје који је започео 907. падом династије Танг, а завршио успоставом династије Сунг 960. године, односно формалном обновом политичког јединства царске Кине под њеном влашћу 979. Име је добила по пет династија које су представљале формалне насљеднике династије Танг те се брзо измијениле на пријестољу од 907. до 960. као и по 10 одметнутих држава (чији је број у стварности био већи од 12). Иако је на његовом крају Кина изашла као обновљена политичка цјелина, неки од ранијих територија на сјеверу су потпали под власт тада основане китанске династије Љао.
Пет династија:
- Династија Каснији Љанг (1. јун 907–923)
- Династија Каснији Танг (923–936)
- Латер Јин Дyнастy (936–947)
- Династија Каснији Хан (947–951 или 979, зависно сматра ли се Сјеверни Хан легитимним насљедником династије)
- Династија Каснији Џоу (951–960)

Десет краљевстава: Ву (907-937), Wuyue (907-978), Мин (909-945), Чу (907-951), Јужни Хан (917-971), Рани Шу (907-925), Касни Шу (934-965), Јингнан (924-963), Јужни Танг (937-975), Сјеверни Хан (951-979).
Остале државе/династије/режими: Јан, Ћи, Џао, Јиву Ђедиши, Дингнан Ђедши, Вупинг Ђедупи, Ћингјуен Ђедупи, Јин, Ганџоу, Шаџоу, Љангџоу.

## Позадина
Пред крај династије Танг, царска влада је дала повећана овлашћења ђедушима, регионалним војним гувернерима. Побуне Ан Лушана (755–763) и Хуанг Чаоа ослабиле су царску владу, а до почетка 10. века ђедуши су заповедали де факто независно од њене власти. У последњим деценијама династије Танг, њих више није ни постављао централни двор, већ су развили наследни систем, од оца до сина или од патрона до штићеника. Имали су своје војске које су се надметале са „војском палате“ и нагомилали су огромно богатство, о чему сведоче њихове раскошне гробнице. Због опадања централне власти Танга након побуне Ан Лушана, постојала је растућа тенденција да се велике регионалне администрације наметну над старим окрузима и префектурама које су коришћене од династије Ћин (221–206. п. н. е.). Ове управе, познате као окружне комисије, постаће границе каснијих јужњачких режима; многи окружни комесари постали су цареви или краљеви ових држава.

### Север
Према Николасу Такету, три провинције Хебеја: Ченгде, Јоуџоу, Вејбо, могле су да задрже много већу аутономију од централне владе након побуне Ан Лушана. Са својом управом под локалном војном контролом, ове провинције никада нису подносиле пореске приходе и намесничка места су прешла у наследну управу. Они су повремено ратовали са централном владом, или једни против других, и чинило се да је Јоуџоу водио сопствену спољну политику. То је значило да је култура ових североисточних провинција почела да се одваја од престонице. Многе елите у посттаншкој Кини, укључујући будуће цареве из династије Сонг, потицале су из овог региона.
Администрације пет династија и ране династије Сонг су делиле образац да су у несразмерној мери проистицале из породица војних гувернера у северној и северозападној Кини (Хебеј, Шенси, Шанси), њиховог личног особља и бирократа који су служили у престоницама пет династија. Ове породице су постале проминентне због распада централне власти након побуне у Ан Лушану, упркос недостатку цењеног порекла. Историчар Денг Сјаонан је тврдио да су многе од ових војних породица, укључујући царску породицу Сонг, биле мешовитог порекла Хан кинеског-туркијског-кумоског.
Јужни режими су генерално имали стабилнију и ефикаснију владу током овог периода. Историчар Ћинга Ванг Фуџи (1619–1692) написао је да се овај период може упоредити са ранијим периодом зараћених држава у древној Кини, напомињући да се ниједан од владара не може описати као „Син неба“. Ови владари, упркос томе што су полагали право на статус цара, понекад су се из прагматичног настојања односили једни према другима на основу дипломатске једнакости. Овај концепт „дељења Небеског мандата“ као „државе сестре“ био је резултат краткотрајног односа снага. Након поновног уједињења Кине од стране династије Сонг, Сонг је уложио посебне напоре да одбаци такве аранжмане.

### Југ
Чак су и владари јужних држава скоро сви били војсковође са севера са својим кључним официрима и елитним снагама такође пореклом са севера, пошто је највећи део Танг војске био базиран на северу. Оснивачи Вуа и бившег Шуа били су 'отпадници' из Хуајнана и Сјучанга, оснивач Мина је био мањи владин службеник из Хуајнана, оснивач Вујуа је био 'отпадник' из Хангџоуа, оснивач Чуа је (према једном извору) столар из Сјучанга, оснивач Ђингнана је био роб из Шанџоа, а оснивач Јужног Хана је био поглавар јужњачког племена. Јужна краљевства су основали људи ниског друштвеног статуса који су се уздигли захваљујући супериорним војним способностима, које су будући научници касније презирали називајући их „бандитима“. Међутим, једном успостављени, ови владари су се потрудили да себе прикажу као промотере културе и економског развоја како би легитимисали своју власт; многи су привукли бивше Танг дворјане да помогну у управљању њиховим државама.
Економије ових јужних региона су напредовале у касном тангшком периоду. Гуангдунг и Фуђен су били места важних лучких градова који су трговали егзотичном робом, средњи Јангце и Сечуан су били центри производње чаја и порцелана, а делта Јангцеа је била центар изузетно високе пољопривредне производње и полазиште за друге регионе. Региони су били економски међузависни. Политика Суеја и Танга, иако је мало пажње посвећивала развоју југа, дала је југу простора за иновације без строгих административних контрола. Доминантни северни званичници нису били вољни да служе на југу током Танга, те су јужњаци били регрутовани од стране Танга да служе у локалном својству према допунском систему „Јужна селекција“. Ови јужни званичници постали су административно језгро Десет краљевства.